# Campeonato Pan-Americano de Seleções de Hóquei em Patins de 2018
O Campeonato Pan-Americano de Seleções de Hóquei em Patins é uma competição de Hóquei em Patins disputado pelas seleções nacionais do continente Americano. Esta competição é organizada pelo World Skate America – Rink Hockey.
Com a reestruturação levada a cabo pelos Jogos Mundiais de Patinagem (com início em 2017), qualquer equipa terá de conquistar a sua vaga nos Mundiais.
Assim as três primeiras seleções americanas apuram-se para a fase de grupos do Mundial e a quarta seleção para a Taça Intercontinental.

## Vagas para 2019
No último Mundial, em Nanquim, passaram a existir três divisões na prova maior do Hóquei em Patins mundial. Para além do Mundial "principal", existiram a Taça FIRS (segunda divisão) e a Taça das Confederações (terceira divisão), que vão ter, em Barcelona, os nomes de Intercontinental Championship e Challenger's Championship, respetivamente.
| Campeonato do Mundo | Campeonato do Mundo |            | Taça Intercontinental | Taça Intercontinental |
| ------------------- | ------------------- | ---------- | --------------------- | --------------------- |
| 1º America          |                     | 4º America |                       |                       |
| 2º America          |                     |            |                       |                       |
| 3º America          |                     |            |                       |                       |